# Dolichoneura jorelisae
Dolichoneura jorelisae es una especie de polilla prehistórica de reciente descubrimiento y pertenecientes a la familia Geometridae, descrita por primera vez en 2022. El espécimen fue preservado en una pieza clara de ámbar dominicano del Mioceno que data de hace 19 a 16 millones de años.
Se han encontrado fósiles de polillas, incluyendo el género extinto Geometridites del Piacenziense y la especie no extinta Hyperythra lutea, pero los lepidópteros fósiles son muy infrecuentes entre los órdenes de insectos y se encuentran principalmente en ámbar. En 2020 se describe un nuevo género y especie de polilla fósil, Miogeometrida chunjenshihi, descubierta en ámbar dominicano del Mioceno en mina de la Búcara de la Cordillera Septentrional, que data de hace 15 a 20 millones de años. Otro género, siendo la primera oruga de geométridos en ámbar báltico, descrita en 2019 es †Eogeometer, que data de hace 44 millones de años. Se cree que estos están entre los primeros representantes de la familia Geometridae.